# Strzelectwo na Letnich Igrzyskach Olimpijskich 2008 – trap kobiet
Trap kobiet to konkurencja rozegrana 11 sierpnia 2008 roku. Zawody składały się z dwóch rund: kwalifikacyjnej i finałowej.

## Runda kwalifikacyjna
W kwalifikacjach wystąpiło 20 zawodniczek. Każda z nich oddała 75 strzałów (3 serie po 25 strzałów). Do finału zakwalifikowało się 6 najlepszych zawodniczek.
| Pozycja | Zawodnik             | Kraj              | 1  | 2  | 3  | Razem | Uwagi |
| ------- | -------------------- | ----------------- | -- | -- | -- | ----- | ----- |
| 1       | Zuzana Štefečeková   | Słowacja          | 24 | 21 | 25 | 70    | Q     |
| 2       | Satu Mäkelä-Nummela  | Finlandia         | 24 | 23 | 23 | 70    | Q     |
| 3       | Elena Struczaiewa    | Kazachstan        | 21 | 24 | 24 | 69    | Q     |
| 4       | Corey Cogdell        | Stany zjednoczone | 23 | 23 | 23 | 69    | Q     |
| 5       | Daina Gudzinevičiūtė | Litwa             | 23 | 24 | 22 | 69    | Q     |
| 6       | Yukie Nakayama       | Japonia           | 22 | 23 | 22 | 67    | Q     |
| 7       | Deborah Gelisio      | Włochy            | 20 | 23 | 23 | 66    |       |
| 8       | Susanne Kiermayer    | Niemcy            | 22 | 21 | 22 | 65    |       |
| 9       | Irina Lariczewa      | Rosja             | 20 | 22 | 22 | 64    |       |
| 10      | Nadine Stanton       | Nowa Zelandia     | 19 | 22 | 22 | 63    |       |
| 11      | Susan Nattrass       | Kanada            | 22 | 23 | 18 | 63    |       |
| 12      | Liu Yingzi           | Chiny             | 23 | 22 | 18 | 63    |       |
| 13      | Delphine Racinet     | Francja           | 18 | 20 | 24 | 62    |       |
| 14      | Stacy Roiall         | Australia         | 22 | 17 | 23 | 62    |       |
| 15      | Daniela Del Din      | San Marino        | 20 | 21 | 21 | 62    |       |
| 16      | Charlotte Kerwood    | Wielka Brytania   | 18 | 23 | 17 | 58    |       |
| 17      | Diane Swanton        | RPA               | 18 | 21 | 18 | 57    |       |
| 18      | Pak Yong-hui         | Korea Północna    | 15 | 19 | 22 | 56    |       |
| 19      | Lee Bo-na            | Korea Południowa  | 21 | 15 | 19 | 55    |       |
| 20      | Gaby Ahrens          | Namibia           | 18 | 14 | 20 | 52    |       |

Q Kwalifikacja do finału

## Runda finałowa
Runda finałowa składała się z jednej serii (25 strzałów). Do wyłonienia kolejności od 4 do 6 miejsca konieczne było przeprowadzenie dogrywek. Satu Mäkelä-Nummela ustanowiła wynikiem 91 punktów rekord olimpijski.
| Pozycja | Zawodnik             | Kraj              | Kwal | Finał | Łącznie | 3. miejsce dogrywka | 4. miejsce dogrywka | 5. miejsce dogrywka | Uwagi |
| ------- | -------------------- | ----------------- | ---- | ----- | ------- | ------------------- | ------------------- | ------------------- | ----- |
| 1 !     | Satu Mäkelä-Nummela  | Finlandia         | 70   | 21    | 91      |                     |                     |                     | OR    |
| 2 !     | Zuzana Štefečeková   | Słowacja          | 70   | 19    | 89      |                     |                     |                     |       |
| 3 !     | Corey Cogdell        | Stany Zjednoczone | 69   | 17    | 86      | 1                   |                     |                     |       |
| 4       | Yukie Nakayama       | Japonia           | 67   | 19    | 86      | 0                   | 1                   |                     |       |
| 5       | Daina Gudzinevičiūtė | Litwa             | 69   | 17    | 86      | 0                   | 0                   | 2                   |       |
| 6       | Elena Struczaewa     | Kazachstan        | 69   | 17    | 86      | 0                   | 0                   | 1                   |       |

OR Rekord Olimpijski